# Cneo Manlio Cincinato
Cneo o Gneo Manlio Cincinato  (m. 480 a. C.) fue un político y militar romano del siglo V a. C., el primer miembro de su familia en obtener un consulado al ser elegido en 480 a. C.
Compartió el cargo con Marco Fabio Vibulano y pereció en batalla contra los etruscos.